# Жозе Серра

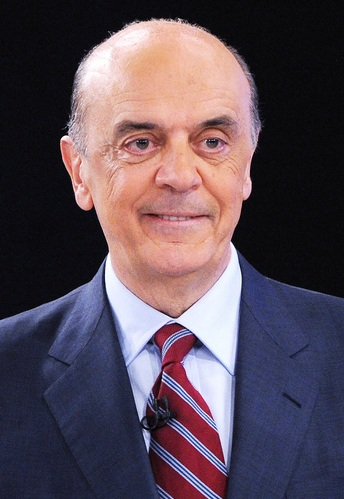
Жозе Серра

Жозе Серра (порт. José Serra; нар. 19 березня 1942, Сан-Паулу) — бразильський політик, мер Сан-Паулу у 2005–06, губернатор штату Сан-Паулу у 2007–10, кандидат у президенти Бразилії на виборах 3 жовтня 2010; член лівоцентристської Бразильської соціал-демократичної партії.
Народився в родині італійських емігрантів. Відучився чотири роки у Політехнічній школі Університету Сан-Паулу і був головою великого студентського об'єднання, але після військового перевороту 1964 року Серра був змушений емігрувати з країни через свою громадську діяльність. Деякий час навчався в Університеті Чилі, де завершив вищу освіту. Пізніше отримав ступінь доктора філософії з економіки в Корнельському університеті (США), а також працював в Інституті перспективних досліджень в Принстоні.
У 1978 році повернувся до Бразилії. Деякий час викладав економіку у Державному університеті Кампінас; у 1982 році був призначений радником мера Сан-Паулу.
У 1988 році вперше балотувався на посаду мера Сан-Паулу. У 1995–96 був міністром планування Бразилії, у 1998–2002 — міністром охорони здоров'я. На президентських виборах 2002 року був кандидатом від БСДП і отримав 19 694 843 (23,2 %) голосів у першому турі і 33 356 860 (38,7 %) голосів у другому турі і програв Луїсу Ігнасіо Лула да Сілві. У 2004 році був обраний мером Сан-Паулу. Перед президентськими виборами 2006 року мав намір висуватися у президенти, але зняв свою кандидатуру на користь однопартійця Жозе Алкміна; сам Серра виставив свою кандидатуру у губернатори штату Сан-Паулу і переміг на них.
Навесні 2010 року Серра висунув свою кандидатуру на президентських виборах 3 жовтня 2010. Кандидатуру Серри підтримали ще дві великі партії — «Демократи» і Соціалістична народна партія Бразилії. У першому турі президентських виборів, що пройшов 3 жовтня 2010, Серра набрав понад 33 мільйонів (32,6 %) голосів і вийшов у другий тур, який відбувся 31 жовтня. У другому турі Жозе Серра програв Ділмі Русеф, набравши 43,94 % голосів.